# 板垣与三次
板垣 与三次 (いたがき よさじ、生没年不詳) は、江戸時代後期の薩摩藩水引村(現川内市)の豪商。休右衛門とも。

## 人物
水引郷5代目の豪商、板垣与右衛門の息子である。板垣家の先祖は武田信玄の一族である板垣駿河守の三男・信康で、天目山の戦い(1582年)で敗れ、薩摩に定住したという
。弘化3年、西郷隆盛は父西郷吉兵衛と共に板垣家を訪れ、西郷に100両を貸した。